# Otisfield (Maine)
Otisfield est une ville américaine située dans le Comté d'Oxford, dans le Maine. Selon le recensement de 2020, sa population est de 1 853 habitants.